# Sealion (Diplomatie)
La Sealion (ou plus rarement Sea Lion) est une ouverture possible au jeu Diplomatie inventée par Richard Hucknall en 1978,. Elle permet à une alliance franco-allemande assistée par la Russie, de vaincre l'Angleterre. Son nom provient de l'opération Seelöwe, projet d'invasion de l'Angleterre par le Troisième Reich pendant la Seconde Guerre mondiale.

## Mise en place

Carte du jeu Diplomatie montrant les centres et unités en début de partie.

Il est important que la Russie amène une armée à Saint-Pétersbourg au printemps 1901 (par F Stp → BOT et A Mos → Stp), ce que l'Allemagne peut négocier en menaçant d'empêcher les Russes de prendre la Suède à l'automne. L'Allemagne et la France envoient quant à elles leur flotte au Danemark et dans la Manche (par F Bre → ENG et F Kie → Den), et approchent leurs armées de l'Atlantique (par A Par → Pic et A Mar → Spa pour la France, et par A Mun → Ruh et A Ber → Kie pour l'Allemagne).
À l'automne 1901, la Russie avance en Suède et en Norvège (par F BOT → Swe et A Stp → Nor), tandis que les armées françaises prennent le Portugal et la Belgique (par A Spa → Por et A Pic → Bel) et les armées allemandes prennent le Danemark et les Pays-Bas (par A Kie → Den et A Ruh → Hol). La flotte française retente d'aller dans la Manche si elle n'a pas réussi au printemps, dans le cas contraire elle soutient la flotte allemande pour aller en mer du Nord (F Bre → ENG ou F S Den → NTH), la flotte allemande entre en mer du Nord (par F Den → NTH). La France et l'Allemagne remportent ainsi chacune deux centres supplémentaires, l'Angleterre n'a pu prendre la Norvège que si elle a pu mobiliser deux flottes pour cela. 
Au printemps 1902, dans le cas le plus favorable, l'Allemagne et la France sont chacune en position de convoyer une armée, respectivement dans le Yorkshire et au pays de Galles, (par A Hol → Yor et F Nth C A Hol → Yor pour l’Allemagne et par A Pic → Wal et F Eng C A Pic → Wal pour la France), ce qui rend l'Angleterre très difficile à défendre. Si tout se passe bien, la Russie obtient alors la Scandinavie, la France et l'Allemagne se partageant les centres anglais.

## Difficultés potentielles
Cette ouverture suppose une grande confiance entre la France et l'Allemagne, qui doivent en particulier chacune prendre le risque de laisser l'autre entrer en Bourgogne. De plus ces deux pays sont vulnérables à une attaque venant de l'Italie et de la Russie. Enfin, cette ouverture rend manifeste l'existence de l'alliance franco-allemande dès l'automne 1901 ce qui présente le risque de voir les cinq adversaires s'allier contre l'alliance franco-allemande,. Dans ce cas la France est en meilleure position que l'Allemagne mais a intérêt à la soutenir pour ne pas se retrouver isolée.